# Голіков Юрій Євгенович
Юрій Євгенович Голіков (нар. 1939, Москва, СРСР) — радянський футболіст, нападник.

## Життєпис
Народився в Москві, футбольну кар'єру розпочинав у місцевих клубах «Трудові резерви» та «Червоний прапор». У 1959 році приєднався до севастопольського «Динамо». У 1961 році перейшов до севастопольського СКФ, який виступав у Класі «Б» (4 матчі, 1 гол). У 1964 році підсилив олександрійський «Шахтар», в якому відіграв наступні три сезони. З 1967 по 1968 рік виступав у кисловодському «Нарзані». У 1969 року приєднався до п'ятигорського «Машука», але за новий клуб не зіграв жодного матчу й по ходусезону став гравцем костанайського «Автомобіліста». Сезон 1970 року розпочав у кисловодському «Нарзані», а завершував у «Торпедо». По завершенні сезону закінчив футбольну кар'єру.